# Quỳnh Trung
Huyện tự trị dân tộc Lê và dân tộc Miêu Quỳnh Trung (tiếng Trung: 琼中黎族苗族自治县, bính âm: Qióngzhōng Lízú Miáozú Zìzhìxiàn), Hán Việt: Quỳnh Trung Lê tộc Miêu tộc Tự trị huyện) là một huyện tự trị tại nội lục địa trung bộ của đảo Hải Nam, Cộng hòa Nhân dân Trung Hoa. Nằm ở phía bắc chân núi Ngũ Chỉ. Huyện này có diện tích 2706 km2, dân số 200.000 người. Huyện lỵ đóng tại trấn Doanh Ngân (营根镇), mã số bưu chính là 572900, khu hiệu là: 0898